# Bénesse-lès-Dax
Bénesse-lès-Dax là một xã trong tỉnh Landes ở Aquitaine tây nam nước Pháp